# (17428) Charleroi
(17428) Charleroi es un asteroide perteneciente al cinturón exterior de asteroides, descubierto el 28 de febrero de 1989 por Henri Debehogne  desde el observatorio de La Silla.

## Designación y nombre
Designado provisionalmente como 1989 DL. Fue nombrado por Charleroi, ciudad construida en 1666 a ambos lados del río Sambre, es la ciudad más grande de Valonia. Allí se han encontrado vestigios de actividad metalúrgica y comercial desde tiempos prehistóricos, y los romanos construyeron varios templos y villas en los alrededores. La zona también es conocida por su industria minera del carbón, ahora cerrada.

## Características orbitales
Charleroi está situado a una distancia media del Sol de 3,932 ua, pudiendo alejarse hasta 4,380 ua y acercarse hasta 3,484 ua. Su excentricidad es 0,114 y la inclinación orbital 8,426 grados. Emplea 2847,86 días en completar una órbita alrededor del Sol.
Los próximos acercamientos a la órbita de Júpiter ocurrirán el 22 de febrero de 2052, el 21 de agosto de 2075 y el 1 de julio de 2099.

## Características físicas
La magnitud absoluta de Charleroi es 11,52. Tiene 30,297 km de diámetro y su albedo se estima en 0,064. 